# Josep Maria Estany Volart
Josep Maria Estany Volart   (Barcelona, 1931 - 1998) fou un jugador de polo i dirigent esportiu català.

## Bioagrafia
Fill de Josep Maria Estany i Jimenea i d'Elvira Volart i Pich, va ser capità del Reial Club de Polo de Barcelona (RCPB), participant en diversos torneig internacionals, però arran d'un accident que patí a la República Dominicana es veié obligat a abandonar l'alta competició.
El 1964 va ser un dels fundadors de la Federació Catalana de Polo, de la qual fou el primer president, i posteriorment, president d'honor. Ocupà també el càrrec de vicepresident de la Federació Espanyola de Polo.
El 1989 rebé la medalla de Forjadors de la Història Esportiva de Catalunya.